# Alex Russell
Pour l’article homonyme, voir Russell.
Alex Russell est un acteur australo-américain[réf. souhaitée], né le 11 décembre 1987 à Brisbane, dans le Queensland, en Australie.

## Biographie
Alexander Gregory Russell naît à Brisbane en Australie de Andrew Russell, un chirurgien et de Frances Russell, une infirmière. Il grandit à Rockhampton dans le Queensland en Australie. Il a un frère cadet, Dominic et une sœur plus jeune, Georgiana.
Il est diplômé de Rockhampton Grammar School (en) en 2004, puis il est allé à l'Institut national d'art dramatique.
Depuis 2016, il s’affiche sur Instagram avec sa compagne Diana Hooper[pertinence contestée]. En novembre 2022, il annonce leur mariage.

## Filmographie

### Cinéma

#### Longs métrages
- 2010 : Wasted on the Young (en) de Ben C. Lucas : Zack
- 2010 : Almost Kings de Philip G. Flores : Hass
- 2012 : Chronicle de Josh Trank : Matt Garetty
- 2012 : Shark (Bait 3D) de Kimble Rendall : Ryan
- 2013 : Les Âmes vagabondes de Andrew Niccol : Le traqueur Burns
- 2013 : Carrie : La Vengeance (Carrie) de Kimberly Peirce : Billy Nolan
- 2014 : Invincible (Unbroken) d'Angelina Jolie : Pete Zamperini
- 2014 : Cut Snake (en) de Tony Ayres : Sparra Farrell
- 2014 : Believe Me (film) (en) de Will Bakke : Sam
- 2016 : Goldstone d'Ivan Sen : Josh Waters
- 2016 : Blood in the Water de Ben et Orson Cummings : Percy
- 2017 : Line of Fire (Only the Brave)  de Joseph Kosinski : Andrew  Ashcraft
- 2017 : Jungle de Greg McLean : Kevin
- 2017 : Izzy Gets the F*ck Across Town de Christian Papierniak : Roger
- 2017 : Brampton's Own de Michael Doneger : Dustin

#### Courts métrages
- 2011 : The Best Man de Stuart McRae : Malcolm
- 2011 : Halloween Knight de Chase B. Kenney et Dan Martin : Paul
- 2014 : Raker de Ande Cunningham : Mike
- 2014 : Gangs of Woodstock de Emily Steinfeld : un ours (voix)
- 2016 : Orange Don't Grow on Trees de Ande Cunningham : One
- 2017 : Red de Del Kathryn Barton : un père

### Télévision

#### Séries télévisées
- 2012 : NTSF:SD:SUV:: (en) : Stewie Mears (1 épisode)
- 2017-2024 : S.W.A.T. : Jim Street[4]

#### Téléfilm
- 2014 : Galyntine de Greg Nicotero : Roman